# Nageia motleyi
Nageia motleyi — вид хвойних рослин родини подокарпових.

## Поширення, екологія
Країни поширення: Бруней-Даруссалам; Індонезія (Калімантан, Суматра); Малайзія (півострів Малайзія, Сабах, Саравак); Таїланд. Це високе, пряме дерево росте в тропічних рівнинних лісах (до 500 м над рівнем моря), як правило, на сухих ґрунтах, але також на торф'яних болотах в півострівній Малайзії і Саравак.

## Опис
Дерево до 54 м заввишки. Листя 3–5(7,5) на 1,5–2,2(2,8) см, в 1,5–3 рази довше, ніж широке; черешок 2–3 мм. Пилкові шишки поодинокі й сидячі в пазухах листків, 15–20 на 5–6 мм. Насіння з його покриттям 13-16 мм в діаметрі.

## Використання
N. motleyi, як і багато інших тропічних Podocarps, виробляє цінну деревину, яка використовується будівництва, фанери, шпону та меблів.

## Загрози та охорона
Площа проживання виду була істотно знижена за останні три десятиліття у зв'язку з рубками і переведенням лісів в сільське господарство, особливо плантацій олійної пальми. У багатьох районах, принаймні 50 % тропічного лісу була перетворена, і ця тенденція триває. Цей вид був записаний з кількох охоронних територій.